# Exemplifikation
Exemplifikation (lat. Erläuterung, Beweis durch Beispiele) ist ein Begriff aus dem Bereich der logischen Semantik und bildet in Goodmans Wortgebrauch den Gegenbegriff zur Denotation.
Nach Nelson Goodman exemplifizieren Objekte bestimmte Eigenschaften, so zum Beispiel eine Torte im Schaufenster einer Konditorei deren Machart, Zutaten etc., jedoch exemplifiziert nicht jeder Gegenstand jede seiner Eigenschaften. Die Torte im Schaufenster exemplifiziert z. B. nicht deren Energie-, Zucker- oder Fettgehalt etc.
Ein Kunstwerk exemplifiziert auch bestimmte Eigenschaften. So exemplifiziert z. B. ein grauer Himmel und blasse Farben Tristess und Hoffnungslosigkeit. Vereinfacht gesagt, handelt es sich bei der Exemplifikation um einen Interpretationsvorgang.
In Goodmans Sprachgebrauch denotiert ein Prädikat wie z. B. ist grün eine Reihe von
Erfüllungsgegenständen, wie z. B. {Frosch, Gras, Blatt, Apfel etc.}. Die Gesamtheit der Erfüllungsgegenstände wird als Extension bezeichnet. P denotiert x und x ist Erfüllungsgegenstand von y sind demnach synonyme Ausdrücke.

## Weblink
- http://www.braekling.de/2007/01/16/exemplifikation/